# 王飒
王飒（?—?），南郡秭归（今湖北省兴山县）人，西汉末年新朝政治人物，王襄的孙子，王昭君兄之子，王歙之弟。
王莽始建国元年（9年），王飒奉命与王骏等出使匈奴，用金帛厚赂烏珠留單于，更换匈奴单于的印玺。于是转任骑都尉，封展德侯。烏累若鞮單于即位後，想要和新朝和亲。天凤元年（14年），他又和哥哥王歙出使匈奴，用黄金缯帛庆贺单于即位，并将反叛新朝的陈良、终带赎回。新朝灭亡，王飒投降更始帝刘玄，被任命为中郎将，封归德侯。更始二年（24年），再次出使匈奴，授予呼都而尸道皋若鞮單于汉朝的旧玺，单于骄纵，不肯接受，次年，王飒回国。